# Natalee Holloway (film)
Natalee Holloway è un film drammatico del 2009.

## Trama
Il film è ispirato alla scomparsa di Natalee Holloway.